# Negeri Ngarip
Negeri Ngarip is een bestuurslaag in het regentschap Tanggamus van de provincie Lampung, Indonesië. Negeri Ngarip telt 1581 inwoners (volkstelling 2010).